# DaQuan Perry
DaQuan Perry (Estados Unidos, 9 de noviembre de 1997) es un jugador profesional estadounidense de rugby que se desempeña en la posición de hooker en Seattle Seawolves, equipo perteneciente a la liga Major League Rugby.

## Carrera
En 2022, Perry se unió al equipo Rugby New York (2022-2023), después pasó a Seattle Seawolves, disputando su segunda temporada en la Major League Rugby.